# Василишин Олег Миколайович
Оле́г Микола́йович Васили́шин (28 березня 1981, Львів) — український історик, бібліограф, музикант, журналіст, громадський діяч.

## Біографічні відомості
Народився 28 березня 1981 року у Львові. Закінчив Ставропігійський професійний ліцей (з відзнакою) та історичний факультет Львівського національного університету ім. Івана Франка.
Після закінчення університету працював вчителем історії, правознавства та львовознавства у середній школі № 63 м. Львова.
З 2005 року працював в Українській академії друкарства (УАД) провідним спеціалістом, а згодом — завідувачем редакційно-видавничого відділу видавництва. Паралельно викладав у Львівському поліграфічному коледжі (з 2006 року) та на кафедрі українознавства в УАД (з 2009 року). Був здобувачем Львівської національної наукової бібліотеки ім. Василя Стефаника НАН України. Фрилансер, спеціальний кореспондент газети «Витебский Курьер» (Білорусь), редактор газети «Наш дом» (Білорусь). Співзасновник громадської організації "Культурний плай".

## Творчість
Навчаючись в ЛНУ ім. Івана Франка створює свій перший музичний (електронний) проект «Вкрадений сон». Згодом гурт змінює музичну спрямованість і з'являється рок-гурт — «’ВОШО». Група бере участь у декількох фестивалях (серед яких «Молода Галичина-1999»). В результаті музика «’ВОШО» викликає зацікавлення у групи «Скрябін» і Андрій Кузьменко («Кузьма») запрошує гурт в Київ на власну студію «Спати», де гурт записує пісню «Тіла» («’ВОШО») (Кузьма виступив як аранжувальник і саунд-продюсер, а гітару «прописав» Тарас Чубай).
У зв'язку з різним баченням перспектив гурту Василишин залишає колектив і створює з барабанщиком Євгеном Карвацьким (екс-«Роза Марена», «Green Silence») групу «Леді Королей». Команда взяла участь у кількох фестивалях, серед яких «Червона рута» та «Срібна підкова», а в 2000 році стала переможцем всеукраїнського фесту «Рокотека». Паралельно Олег створює панк-проект «МОХ», і записує дві композиції. 2002 року Василишина запрошують в панк-групу «Тостер» і проект «Леді Королей» «заморожують». Згодом його знову відновлять, група дасть декілька концертів і припинить існування до 2009 року.
З приходом Василишина у «Тостер» група записує нові пісні, подорожує по Україні з концертами, бере участь у найбільших фестивалях («Рокотека», «Тарас Бульба», «Перлини сезону» тощо). Гурт записує і видає альбом «Не буду воювати». Паралельно Василишин створює вокальний квартет «Зупинка серця», з яким перемагає на Всеукраїнському фестивалі української патріотичної пісні «Сурми звитяги». Пісня «Спогад», написана ним, входить у збірку кращих пісень фестивалю і виходить спочатку на аудіокасеті (2003), а потім на компакт-диску (2004).
У 2004 році припиняє музичну діяльність. 2009 року повертається до написання пісень і відновлює роботу гурту «Леді Королей».
У 2011–2012 роках співпрацює з львівським співаком Владіславом Левицьким як піар-менеджер.

## Музикування
- «Вкрадений сон» — 1998 (бас-гітара, бек-вокал, продюсер)
- «’ВОШО» — 1999—2000 — (бас-гітара, керівник гурту, продюсер)
- «Леді Королей» — 2000—2001, 2009-… — (вокал, бек-вокал, бас-гітара, акустика, співпродюсер)
- «МОХ» — 2001 — (вокал, ритм-гітара, автор проекту)
- «Тостер» — 2001—2003 — (бас-гітара)
- «Зупинка серця» — 2002—2004 — (вокал, акустика, співпродюсер)

’ВОШО - Тілаⓘ

## Фестивалі
- «Молодь проти русифікації» (Львів, 1999)
- «Срібна підкова» (Львів, 2000)
- «Рокотека» (Львів, 2000, 2001, 2002)
- «Червона рута» (Львів, 2000)
- «Перлини сезону» (Київ-Запоріжжя, 2002, Київ, 2003)
- «Сурми звитяги» (Львів, 2002)
- «Тарас Бульба» (Дубно, 2002, 2003)
- «Рок-вибух» (Івано-Франківськ, 2003)
- «Різдвяні канікули» (Львів, 2003)

## Публікації
Автор та співавтор більше 150 наукових, науково-популярних та методичних праць, серед яких: монографії «Творча спадщина Володимира Івасюка» та «Володимир Івасюк: сила серця і таланту», навчальний посібник «Технологія набору та верстки», фотоальбом «Володимир Івасюк. Вернись із спогадів…», конспект лекцій «Історія України та її державності», навчально-методичний посібник «Рекомендації зі складання й оформлення списку використаних джерел і літератури», російсько-український тлумачний словник «Поліграфія та видавнича справа», серія біобібліографічних покажчиків «Вчені Української академії друкарства», збірок віршів «Минулі дні» та «Наперекір собі», казка «Чарівне яйце» (перекладена п'ятьма мовами), серія навчально-методичних видань «Хіти під гітару» тощо.
1. Поліграфія та видавнича справа [Текст]: рос.-укр. тлум. слов. / уклад.: Б. В. Дурняк, О. В. Мельников, О. М. Василишин, О. Г. Дячок ; М-во освіти і науки України. Наук.-метод. центр вищої освіти; рец.: А. К. Дорош, Р. Г. Іванченко, Е. Т. Лазаренко, Я. І. Чехман; вст. ст. Г. І. Миронюк. — Львів : Афіша, 2002. — 456 с. — Бібліогр.: с. 439-450. — 500 пр. — ISBN 966-7760-79-0.
2. Історія розвитку і створення 63 середньої школи міста Львова [Текст]: краєзнавчий нарис / О. М. Василишин. — Львів, 2004. — 14 с. — Бібліогр.: с. 14.
3. Невідомі сторінки історії першого фестивалю «Червона рута» [Текст] / О. М. Василишин // Народне слово. — 2004. — № 23 (192). — Черв. ; № 24 (193). — Черв. — [Закінч.].
4. Нез'ясовані обставини смерті Володимира Івасюка [Текст] / О. М. Василишин // Народне слово. — 2004. — № 17 (186). — Трав.
5. Історія однієї будівлі (з історії будівлі Поліграфічного технікуму) [Текст] / М. С. Антоник, О. М. Василишин // Поліграфія і видавнича справа. — 2006. — № 2 (44). — С. 145-149.
6. Публіцистична діяльність Дмитра Паліїва на сторінках часопису «Перемога» [Текст] / О. М. Василишин // Зб. пр. Наук.-дослід. центру періодики. — Львів, 2006. — Вип. 14. — С. 506-514.
7. Дмитро Паліїв і «Заграва» (1923—1924) [Текст] / О. М. Василишин // Поліграфія і видавнича справа. — 2007. — № 1 (45). — С. 66-71.
8. Мельников О. В.. Про все потроху: Вибране (2000—2005 рр.) [Текст] / упоряд.: І. В. Агарков, О. М. Василишин, Н. М. Габрель, О. Г. Дячок. — Дрогобич: Коло, 2007. — 314 с. — 300 пр. — ISBN 978-966-7996-53-6.
9. Пропагування ідеології Фронту національної єдності у публіцистці Дмитра Паліїва [Текст] / О. М. Василишин // Зб. пр. Наук.-дослід. центру періодики. — Львів, 2007. — Вип. 15. — С. 457-463.
10. Редакторська діяльність Дмитра Паліїва у міжвоєнний період [Текст] / О. М. Василишин // Поліграфія і видавнича справа. — 2007. — № 2 (46). — С. 166-168.
11. Творча спадщина Володимира Івасюка [Текст]: бібліогр. нарис / О. М. Василишин; рец.: О. М. Сухий, М. С. Якубовська, А. М. Козицький. — Львів: Укр. акад. друкарства, 2007. — 270 с. — Бібліогр.: с. 259—268. — 300 пр. — ISBN 978-966-322-042-0.
12. Василишин Дарія Василівна [Текст]: біобібліогр. покажч. / уклад.: О. М. Василишин, Т. М. Василишин ; М-во освіти і науки України. Укр. акад. друкарства. — Львів: Укр. акад. друкарства, 2008. — 68 с. — 100 пр. — ISBN 978-966-322-147-2.
13. Видавнича діяльність Львівського поліграфічного коледжу Української академії друкарства (2003—2008) [Текст]: бібліогр. покажч. / уклад.: М. С. Антоник, О. М. Василишин ; М-во освіти і науки України. Укр. акад. друкарства. Львів. полігр. коледж. — Львів: Укр. акад. друкарства, 2008. — 56 с. — 100 пр. — ISBN 978-966-322-128-1.
14. Видавнича діяльність Української академії друкарства (1990—2002) [Текст]: бібліогр. покажч. / О. М. Василишин, О. П. Каширська, О. В. Мельников ; М-во освіти і науки України. Укр. акад. друкарства. — Львів: Укр. акад. друкарства, 2008. — 168 с. — 300 пр. — ISBN 978-966-322-144-1.
15. Видавнича діяльність Української академії друкарства (2003—2005) [Текст]: бібліогр. покажч. / О. М. Василишин, Н. М. Габрель, О. П. Каширська; редкол.: Б. В. Дурняк, Я. М. Угрин, О. В. Мельников ; М-во освіти і науки України. Укр. акад. друкарства. — Львів: Укр. акад. друкарства, 2008. — 140 с. — 300 пр. — ISBN 978-966-322-118-2.
16. Вимоги нового стандарту з бібліографічного опису ДСТУ ГОСТ 7.1:2006. Основні відмінності від ГОСТ 7.1-84 [Текст] / Д. В. Василишин, О. М. Василишин // Наукові записки (Укр. акад. друкарства). — 2008. — № 1(13). — С. 33-39.
17. Володимир Івасюк. Вернись із спогадів… [Текст]: фотоальбом / Л. Криса, Г. Івасюк, О. Івасюк, О. Василишин. — Львів: Укрпол, 2008. — 366 с. ; 850 іл. — 2000 пр. — ISBN 978-966-8955-10-5.
18. Дисертації, захищені в Українському поліграфічному інституті імені Івана Федорова та Українській академії друкарства в 1983—2008 рр. [Текст]: бібліогр. покажч. / Б. В. Дурняк, О. В. Мельников, О. М. Василишин, О. П. Каширська ; М-во освіти і науки України. Укр. акад. друкарства. — Львів: Укр. акад. друкарства, 2008. — 87 с. — 300 пр. — ISBN 978-966-322-145-8.
19. Пашуля Петро Лук'янович [Текст]: біобібліогр. покажч. / уклад.: О. М. Василишин, О. В. Мельников ; М-во освіти і науки України. Укр. акад. друкарства. — Львів: Укр. акад. друкарства, 2008. — 56 с. — 300 пр. — ISBN 978-966-322-140-3. — (Серія «Вчені Української академії друкарства»).
20. Призабуті місця: з історії села Вороблячин (Яворівського району Львівської області) [Текст] / О. М. Василишин, Д. В. Василишин // Вісник (Львів. ін-ту екон. і туризму). — Львів: Апріорі, 2008. — Вип. 3. — С. 118-122.
21. Рекомендації зі складання й оформлення списку використаних джерел і літератури [Текст]: навч.-метод. реком. / Д. В. Василишин, О. М. Василишин ; М-во освіти і науки України. Укр. акад. друкарства; рец.: Л. Е. Сухомлин, О. В. Мельников. — Львів: Укр. акад. друкарства, 2008. — 169 с. — 300 пр. — ISBN 978-966-322-125-0.
22. Сеньківський Всеволод Миколайович [Текст]: біобібліограф. покажч. / уклад.: О. М. Василишин, О. В. Мельников ; М-во освіти і науки України. Укр. акад. друкарства. — Львів: Укр. акад. друкарства, 2008. — 40 с. — 300 пр. — ISBN 978-966-322-133-5. — (Серія «Вчені Української академії друкарства»).
23. Чехман Ярослав Іванович [Текст]: біобібліогр. покажч. / уклад.: О. М. Василишин, О. В. Мельников, С. Г. Янчишин ; М-во освіти і науки України. Укр. акад. друкарства. — Львів: Укр. акад. друкарства, 2008. — 63 с. — 300 пр. — ISBN 978-966-322-124-3. — (Серія «Вчені Української академії друкарства»).
24. Шибанов Володимир Вікторович [Текст]: біобібліогр. покажч. / уклад.: О. М. Василишин, О. В. Мельников ; М-во освіти і науки України. Укр. акад. друкарства. — Львів: Укр. акад. друкарства, 2008. — 104 с. — 300 пр. — ISBN 978-966-322-129-8. — (Серія «Вчені Української академії друкарства»).
25. Від ручного складання до комп'ютерного набору і верстки [Текст] / Д. В. Василишин, О. М. Василишин // Поліграфія і вид. справа. — 2009. — № 2 (50). — С. 69-74.
26. Володимир Івасюк: сила серця і таланту [Текст]: моногр. / О. М. Василишин; рец.: О. М. Сухий, Ю. П. Присяжнюк, Я. Й. Малик. — Львів: Українська академія друкарства, 2009. — 368 с., іл. — Бібліогр.: с. 330—365. — ISBN 978-966-322-139-7.
27. Друковані праці науково-педагогічних працівників Українського поліграфічного інституту ім. Івана Федорова, опубліковані в 1930-1970 роках [Текст]: біобібліогр. покажч. : [у 2-х ч.] / уклад.: Б. В. Дурняк, О. В. Мельников, О. М. Василишин, С. Г. Янчишин, В. В. Стасенко. — Львів: Укр. акад. друкарства, 2009. — 300 пр. — ISBN 978-966-322-161-8. Ч. 1 : А-Л. — 440 с. — ISBN 978-966-322-162-5. Ч. 2 : М-Я. — 392 с. — ISBN 978-966-322-163-2.
28. Кафедра електронних видань Української академії друкарства [Текст]: біобібліогр. покажч. / уклад.: О. В. Мельников, О. М. Василишин; редкол.: В. М. Сеньківський, І. З. Миклушка, О. Г. Хамула ; М-во освіти і науки України. Укр. акад. друкарства. — Львів: Укр. акад. друкарства, 2009. — 136 с. — 100 пр. — ISBN 978-966-322-135-9.
29. Лазаренко Едуард Тимофійович [Текст]: біобібліогр. покажч. / уклад.: О. М. Василишин, О. В. Мельников, С. Г. Янчишин ; М-во освіти і науки України. Укр. акад. друкарства. — Львів: Укр. акад. друкарства, 2009. — 160 с. — 300 пр. — ISBN 978-966-322-141-0. — (Серія «Вчені Української академії друкарства»).
30. Мельников Олександр Валерійович [Текст]: бібліогр. покажч. / уклад. О. М. Василишин ; М-во освіти і науки України. Укр. акад. друкарства. — Львів: Укр. акад. друкарства, 2009. — 78 с. — 200 пр. — ISBN 978-966-322-131-1.
31. Мервінський Роман Іванович [Текст]: біобібліогр. покажч. / уклад.: О. М. Василишин, О. В. Мельников, С. Г. Янчишин ; М-во освіти і науки України. Укр. акад. друкарства. — Львів: Укр. акад. друкарства, 2009. — 80 с. — 300 пр. — ISBN 978-966-322-166-3. — (Серія «Вчені Української академії друкарства»).
32. Науково-технічний збірник «Поліграфія і видавнича справа» [Текст]: системат. покажч. мат., опублік. у 1964—2004 рр. / уклад. : Б. В. Дурняк, О. В. Мельников, О. М. Василишин. — Львів : Укр. акад. друкарства, 2009. — 240 с. — ISBN 978-966-322-152-6.
33. Огірко Ігор Васильович [Текст]: біобібліогр. покажч. / уклад.: О. М. Василишин, О. В. Мельников ; М-во освіти і науки України. Укр. акад. друкарства. — Львів: Укр. акад. друкарства, 2009. — 46 с. — 300 пр. — ISBN 978-966-322-146-5. — (Серія «Вчені Української академії друкарства»).
34. Полюдов Олександр Миколайович [Текст]: біобібліогр. покажч. / уклад.: О. М. Василишин, О. В. Мельников, С. Г. Янчишин ; М-во освіти і науки України. Укр. акад. друкарства. — Львів: Укр. акад. друкарства, 2009. — 68 с. — 300 пр. — ISBN 978-966-322-151-9. — (Серія «Вчені Української академії друкарства»).
35. Публіцистична та редакторська діяльність Дмитра Паліїва на сторінках часопису «Заграва» [Текст] / О. Василишин // Вісник Книжкової палати. — 2009. — № 6 (155). — Черв. — С. 35-37.
36. Старовойт Микола Васильович [Текст]: біобібліогр. покажч. / уклад.: З. М. Бичко, О. І. Босак, О. М. Василишин, Я. І. Серкіз ; М-во освіти і науки України. Укр. акад. друкарства. — Львів: Укр. акад. друкарства, 2009. — 60 с. — 200 пр. — ISBN 978-966-322-171-7. — (Серія «Вчені Української академії друкарства»).
37. Сучасні критерії якості підготовки випускників професійного-технічних навчальних закладів (на прикладі поліграфії) [Текст] / Д. В. Василишин, О. М. Василишин // Наук. зап. (Укр. акад. друкарства). — 2009. — № 2 (16). — С. 11-15.
38. Тір Костянтин Вадимович [Текст]: спогади учнів, бібліографія праць / уклад.: О. М. Полюдов, П. В. Топольницький, Я. І. Чехман, О. В. Мельникова, О. М. Василишин ; М-во освіти і науки України. Укр. акад. друкарства. — Львів: Укр. акад. друкарства, 2009. — 70 с. — 300 пр. — ISBN 978-966-322-174-8. — (Серія «Вчені Української академії друкарства»).
39. Хіти під гітару. Збірник «різних» пісень [Текст]: навч.-метод. посіб. / упоряд. О. М. Василишин. — Львів, 2009. — Вип. 1. — 160 с. ;  Вип. 2. — 160 с. ; Вип. 3. — 160 с. ; Вип. 4. — 160 с.
40. Балабанівські друкарні [Текст] / О. М. Василишин, О. В. Мельников // Наук.-техн. конф. проф.-виклад. складу, наук. працівників і аспірантів: тези доп. — Львів: Укра. акад. друкарства, 2010. — Ч. 2. — С. 40.
41. Історія смт. Немирів (Яворівського району Львівської області) у контексті санаторно-курортної сфери Львівщини [Текст] / О. М. Василишин // Вісник (Львів. ін-ту екон. і туризму). — Львів, 2010. — Вип. 5. — С. 187-192.
42. Маловідомі сторінки з життя Дмитра Паліїва [Текст] / О. Василишин // Наук.-техн. конф. проф.-виклад. складу, наук. працівників і аспірантів: тези доп. — Львів: Укра. акад. друкарства, 2010. — С. 137.
43. Мандрівні друкарні (першої половини XVII ст.) [Текст] / О. М. Василишин // Поліграфія і вид. справа. — 2010. — № 2(52). — С. 50-53.
44. Минулі дні [Текст]: зб. віршів / О. М. Василишин. — Львів, 2010. — 80 с. — ISBN 978-966-322-191-5. — 150 пр.
45. Науково-технічний збірник «Наукові записки» [Текст]: системат. анот. покажч. матеріалів, опублік. 1939—2009 рр. / уклад.: Б. В. Дурняк, О. М. Василишин, О. В. Мельникова. — Львів: Укр. акад. друкарства, 2010. — 212 с. — 300 пр. — ISBN 978-966-322-214-1.
46. «Новий час» у житті Дмитра Паліїва [Текст] / О. М. Василишин // ІІ Міжнар. наук.-практ. конф. «Квалілогія книги»: тези доп. (9-10 груд. 2010 р.) — Львів: Укр. акад. друкарства, 2010. — С. 133-134.
47. Розвиток друкарства на Київщині у першій половині XVII століття [Текст] / О. М. Василишин, О. В. Мельникова // Поліграфія і вид. справа. — 2010. — № 1(51). — С. 22-25.
48. Розвиток санаторно-курортної сфери на прикладі смт. Немирів (Яворівського району Львівської області) [Текст] / О. М. Василишин // Круглий стіл «Потенціал малих старовинних міст в умовах анімації культурного туризму»: тези доп. — Львів: Львів. ін-т екон. і туризму, 2010. — С. 27-33.
49. Семенюк Едуард Павлович [Текст]: біобібліогр. покажч. / уклад.: О. В. Мельникова, О. М. Василишин ; М-во освіти і науки України. Укр. акад. друкарства. — Львів: Укр. акад. друкарства, 2010. — 74 с. — 150 пр. — ISBN 978-966-322-201-1. — (Серія «Вчені Національного лісотехнічного університету України»).
50. Тимченко Олександр Володимирович [Текст] : біобібліогр. покажч. / уклад.: О. М. Василишин, О. В. Мельникова ; М-во освіти і науки України. Укр. акад. друкарства. — Львів: Укр. акад. друкарства, 2010. — 104 с. — 300 пр. — ISBN 978-966-322-196-0. — (Серія «Вчені Української академії друкарства»).
51. Тижневик «Батьківщина» — ідеологічний форум політичної організації Фронт національної єдності [Текст] / О. М. Василишин // Наук. зап. (Укр. акад. друкарства). — 2010. — № 2 (18). — С. 33-36.
52. Чарівне яйце [Текст]: казка / С. Борисенко, В. Борисенко, О. Василишин. — Львів, 2010. — 44 с. — [Б. т.]. — (Укр., англ. мовами).
53. Щоденник «Українські вісти» (1935—1939 рр.) як тип періодичного видання [Текст] / О. М. Василишин // Наук. зап. (Укр. акад. друкарства). — 2010. — № 1 (17). — С. 37-40.
54. Битва форматов (перспективы развития электронной книги наряду с печатной) [Текст] / О. Васылышин // Витебский курьер. — 2011. — № 11(70). — 28 апр. — С. 8 ; № 12(71). — 5 мая. — С. 8 ; № 13(72). — 12 мая. — С. 9 ; № 14(73). — 19 мая. — С. 8. — (Рубрика «Секреты профессионалов»).
55. Видавництво УАД презентує [Текст] / О. М. Василишин // Поліграфіст. — 2011. — № 4 (1456). — Квіт. — С. 16–17 ; № 5 (1457). — Трав.–черв. — С. 18–19 ; № 6 (1458). — С. 14–15 ; № 8 (1460). — С. 12–13.
56. Владислав Левицкий: «Молодежь в Украине мало знает о „Славянском базаре“» [Текст] / [беседу вел] О. Васылышин // Витебский курьер. — 2011. — № 24 (83). — 28 июля. — С. 7.
57. Дмитро Паліїв: штрихи до біографії (публіцистична, громадсько-політична та військова діяльність у 1925—1944 рр.) [Текст] / О. М. Василишин // Наукові записки (Укр. акад. друкарства). — 2011. — № 4(37). — С. 194—203.
58. Дмитро Паліїв: штрихи до біографії (юнацькі роки та військовополітична діяльність у 1914—1924 рр.) [Текст] / О. М. Василишин // Наукові записки (Укр. акад. друкарства). — 2011. — № 3(36). — С. 142—146.
59. Дурняк Богдан Васильович [Текст]: біобібліогр. покажч. / уклад.: О. В. Мельников, О. М. Василишин ; М-во освіти і науки, молоді і спорту України. Укр. акад. друкарства. — Львів: Укр. акад. друкарства, 2011. — 218 с. — 300 пр. — ISBN 978-966-322-134-2. — (Сер. «Вчені Укр. акад. друкарства»).
60. Жизнь глупца — хуже смерти [Текст] / О. Васылышин // Витебский курьер. — 2011. — № 38 (97). — 3 ноябр. — С. 11 ; № 42 (101). — 1 декабр. — С. 11 ; № 44 (103). — 15 декабр. — С. 11.
61. Історія України та її державності [Текст]: навч.-метод. посіб. / уклад.: М. С. Пасічник, Я. І. Серкіз, Г. М. Савчук, О. І. Босак, О. М. Василишин; рец. І. В. Крупський. — Львів: Укр. акад. друкарства, 2011. — 68 с. — 300 пр.
62. Історія України та її державності [Текст]: конспект лекцій / М. С. Пасічник, С. М. Пасічник, О. М. Василишин ; рец.: О. М. Сухий, М. М. Кріль. — Львів: Укр. акад. друкарства, 2011. — 760 с. — Бібліогр.: с. 752—759. — 600 пр. — ISBN 978-966-322-239-4.
63. Міф як засіб маніпуляції в рекламі ЗМІ [Текст] / С. В. Конюхов, Д. Ю. Бедернічек, О. Ю. Шлома, О. М. Василишин // Наукові записки (Укр. акад. друкарства). — 2011. — № 3(36). — С. 127-131.
64. Підбірка віршів (Краса, Лелека, На фото та ін.) [Текст] / О. М. Василишин // Літературний Львів. — 2011. — № 6. — С. 20–21. — (Творчість наших читачів).
65. Релігія та моральний розвиток як детермінант конструювання соціальної реальності [Текст] / Д. Ю. Бедернічек, О. М. Василишин // Полігр. і вид. справа. — 2011. — № 1(53). — С. 188—196.
66. Суб'єкт-ініціатор освітньої інновації [Текст] / Ю. А. Ших, Д. Ю. Бедернічек, О. М. Василишин // Наукові записки (Укр. акад. друкарства). — 2011. — № 4(37). — С. 167—171.
67. Суб'єкт-об'єктне конструювання соціальної реальності [Текст] / Д. Ю. Бедернічек, О. М. Василишин // Наук.-техн. конф. проф.-виклад. складу, наук. працівників і аспірантів: тези доп. — Львів: Укр. акад. друкарства, 2011. — С. 174.
68. Технологія набору та верстки [Текст]: навч. посіб. / Д. В. Василишин, О. М. Василишин; за ред. О. В. Мельникова; рец.: О. М. Величко, М. С. Антоник, Ю. Ц. Жидецький. — Львів: Укр. акад. друкарства, 2011. — 272 с. — Бібліогр.: с. 265—270. — 300 пр. — ISBN 978-966-322-190-8.
69. Технологія набору та верстки [Текст]: навч. посіб. / Д. В. Василишин, О. М. Василишин; за ред. О. В. Мельникова; рец.: О. М. Величко, М. С. Антоник, Ю. Ц. Жидецький.  — Вид. 2-е. — Львів: Укр. акад. друкарства, 2011. — 272 с. — Бібліогр.: с. 265—270. — 300 пр. — ISBN 978-966-322-190-8.
70. Весняна повінь національного духу  / О. М. Василишин // «Він ще не все нау усім сказав…»: до 70-річчя від дня народження В. Івасюка [Текст] : бібліогр. покажч. / упор.: І. Лешнівська, Н. Письменна. — Львів : ЛОУНБ, 2021. — 64 с.
71. Наперекір собі [Текст] : зб. віршів / О. М. Василишин. — Львів, 2012. — 64 с. — ISBN 978-966-322-247-9. — 150 пр.
72. Паліїв Дмитро Іванович [Текст] : біобібліогр. покажч. / уклад.: О. М. Василишин. — Львів–Вітебськ, 2015. — 144 с.